# 医院骑士团
耶路撒冷圣若翰医院骑士团（拉丁語：Ordo Fratrum Hospitalis Sancti Ioannis Hierosolymitani），亦名羅德騎士團或聖若翰騎士團 (聖約翰騎士團)，常简称为医院骑士团（法語：ordre des Hospitaliers），是中世纪和近代时期的一个天主教的军事修会，也是最為古老的天主教修道騎士會之一，為歷史上著名的三大騎士團之一。最後演變成馬爾他騎士團，成為聯合國觀察員的「準國家」組織持續至今。
医院骑士团兴起于12世纪初的克吕尼改革（也称本笃会改革）时期。11世纪初，来自阿马尔菲的商人在耶路撒冷的穆斯林区建立了一家医院，以聖若翰洗者之名，为前往圣地的病人、穷人或受伤的朝圣者提供医疗服务。受祝福的杰拉德在1080年成为医院的负责人。1099年第一次十字军东征征服耶路撒冷后，一群十字军战士组成了一个宗教团体来支持该医院，医院骑士团也声名鹊起。1113年教宗巴斯加二世颁布诏令承认其为一个独立的修会，即医院骑士团，并逐渐成为天主教在圣地的主要軍事力量之一，其影響一直持續至今日。

## 歷史

### 成立及早期歷史
603年，教宗额我略一世委托拉韦纳的修道院院长普罗布斯（Probus）在耶路撒冷建造一所医院，以治疗和照顾前往圣地的基督教朝圣者。800年，查理曼皇帝扩大了普罗布斯的医院，并在其中增加了一座图书馆。大约200年后，在1009年，法蒂玛王朝的哈里发哈基姆·比阿姆鲁·阿拉摧毁了医院和耶路撒冷的其他三千座建筑。1023年，来自意大利阿马尔菲公国和萨莱诺的商人在得到哈里发穆斯坦绥尔许可的情况下，在耶路撒冷重建了医院。该医院建立施洗约翰教堂的遗址上，由本笃会提供医疗服务，接纳前往基督教圣地的基督徒朝圣者。
醫院騎士團成立於1099年，最初是由勃艮第公國貴族受祝福的杰拉德和幾名同伴在耶路撒冷的聖若翰洗者堂附近的醫院裡成立，主要目的是照料傷患和朝聖者。由於朝聖者無私的付出讓醫院修會迅速發展，從1110年起修會同意將分散耶路撒冷的領土的財產，可以交給醫院騎士團。1112年，耶路撒冷宗主教阿努尔夫免除了骑士团缴纳什一税的义务。1113年，这项特权得到教宗确认并扩大，聖座承認他們是獨立的修會，並賜予他們一系列的經濟、政治特權，如無需繳納什一稅，無需接受任何地方教会与世俗政权的領導，只受教宗節制。
醫院騎士團的會規以奧思定會的會規為基礎制定。騎士團的成員分為教士、騎士和士官，以及會友或受贈者。騎士團由一位大團長（Grand Master）統治，並有教士會議和八位法官協助。其組織和聖殿騎士團十分相似，但對於慈善事業上表現更為顯著。
醫院騎士團成立時只是單純行善的組織，從1120年才開始作為一個軍事修會進行活動，以武力保護朝聖者不受異教徒攻擊，並發展成為耶路撒冷王國的一支重要的軍事力量，對耶路撒冷的政局也有很大的影響力。它在耶路撒冷王國擁有七座大要塞，還有其他140多座建築。耶路撒冷國王鮑德溫四世去世後，當時醫院騎士團的大團長羅傑·德·穆蘭反對居伊繼任，可惜沒有成功。後來在1187年哈丁戰役中，醫院騎士團也派出主力參戰，由於指揮上的失誤，包括醫院騎士團及聖殿騎士團在內的基督教軍隊幾乎全軍覆沒，醫院騎士團大團長羅傑·德·穆蘭戰死。

### 塞浦路斯和羅德岛騎士團

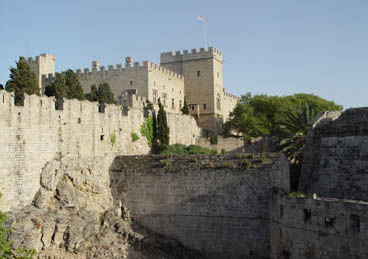
羅德島上的城堡

在巴勒斯坦於1291年全境淪陷於穆斯林之手後，騎士團逃往塞浦路斯，在當地他們獲得了塞浦路斯國王賜予的科洛西城堡（Kolossi Castle）及附近的甘蔗種植園和糖廠。1309年，在大團長富爾克· 德· 維拉雷（Foulques de Villaret，1305—1319 年在位）的率領下，騎士團從拜佔庭帝國手中奪取了羅德島及12群島部分島嶼。在羅德島，騎士團用海軍阻止了穆斯林向東地中海地區的擴張。當1453年君士坦丁堡落入土耳其人的手裡時，羅德島上的聖若望騎士團是整個東地中海地區唯一的基督教力量，抵抗一直持續到1522年。那一年，蘇萊曼一世指揮20萬軍隊乘坐著400艘戰艦來到羅德島，而島上的騎士團只有7000名士兵，雖然實力對比懸殊，但騎士團依然獨立堅守了六個月，土耳其軍隊至少有五萬人在戰鬥中喪生。最後騎士團與土耳其人達成協議，騎士團撤出羅德島，返回歐洲。

## 馬爾他記事

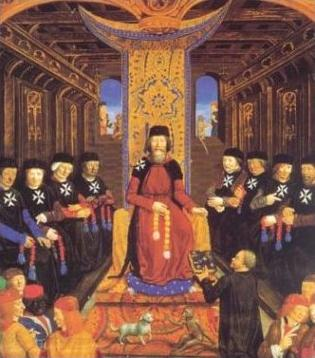
14世紀時的騎士團領導階層畫像

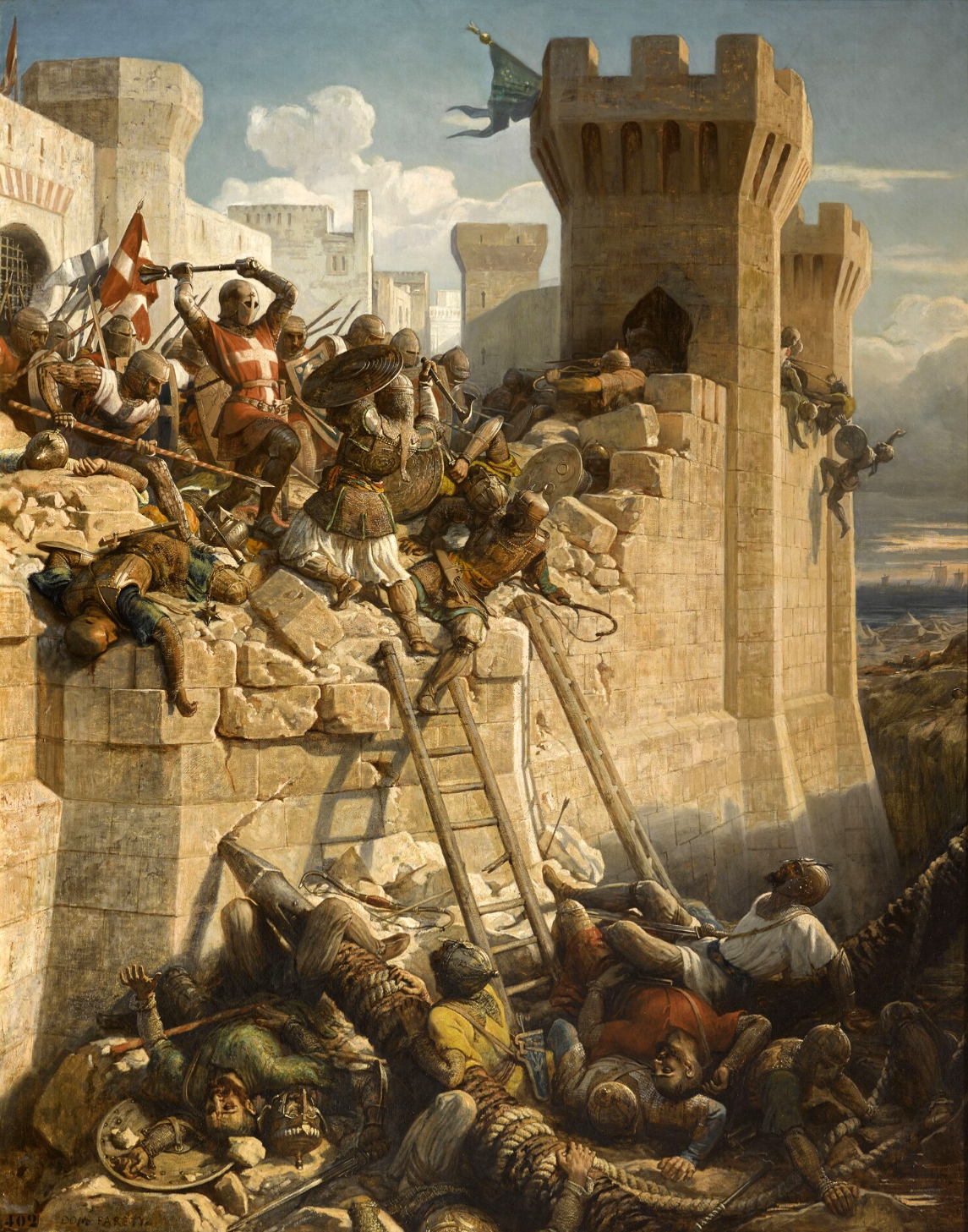
醫院騎士團1291年阿卡防衛戰

### 馬爾他騎士團
在歐洲的七年時間裡，他們多次遷徙，居無定所。到1530年，奉教宗克萊孟七世的命令和在神聖羅馬帝國皇帝查理五世的恩準之下，醫院騎士團落戶馬爾他島，每年諸聖節象徵性地向神聖羅馬帝國治下的西西里王國上繳一隻馬爾他的遊隼作為租金，騎士團在島上建立了馬爾他主權騎士團（Sovereign Military Order of Malta，縮寫為S.M.O.M）。
土耳其人對騎士團的捲土重來顯然很不安，蘇萊曼一世於1565年派出大軍進攻馬爾他。這場大戰一開始和上次在羅德島的大戰很相似：騎士團苦苦支撐，絕大多數城市都被摧毀，騎士團成員有一半戰死。此時從西班牙來了一支援軍，戰場局勢頓時扭轉，土耳其軍隊倉惶撤退，損失達到三萬餘人，這次大勝使馬爾他騎士團國獲得了一段時間的和平局面。
1571年，鄂圖曼帝國認為其海軍已恢復元氣，便再次起兵意圖一舉消滅騎士團。不過這次他們敗得更慘，還沒到馬爾他，在海上半途就被以西班牙無敵艦隊為首的基督教國家神聖同盟截擊，於勒班陀海域激戰後鄂圖曼海軍幾乎全被擊沉或俘虜。此後，馬爾他騎士團國進入鼎盛時期，帆上標有馬爾他八角十字的戰船在地中海橫行無阻。

### 馬爾他的陷落
騎士團在馬爾他島的統治一直持續到18世紀。1798年，當時法國大革命後成立的共和國政府，與英國為敵，法國決定派遣大軍遠征埃及，以干擾英國與海外最大殖民地印度的連繫，當時遠征軍的統帥是後來成為法國皇帝的拿破崙。當大軍出發往埃及途中，途經馬爾他附近，拿破崙下令奪取戰略地位重要的馬爾他。他先派人要求進港進行補給。當船隻安全進入瓦萊塔港後，拿破崙的戰艦將炮口轉向他們的招待者。馬爾他騎士團團長以騎士團不會與信仰天主教的國家交戰為由，向拿破崙投降。拿破崙在馬爾他只停留數日，這段時間中他劫掠了島上很多財富，並建立起傀儡政權統治。然後拿破崙留下部份駐軍後，大軍就繼續埃及遠征。騎士團的大部分成員後來前往俄羅斯，俄羅斯沙皇保羅一世給予他們庇護，而騎士團則選舉保羅一世為新的騎士團大團長。
離開了馬爾他島之後，騎士團就此失去了領土，但作為一個組織仍然存在。雖然騎士團在馬爾他島的主權權利透過1802年亞眠條約的簽訂而得到英法等國的承認，但騎士團卻從未被允許回到該島。1815年，馬爾他正式成為英國屬地。其後騎士團於1834年在羅馬重建總部，終於再次穩定下來。騎士團的軍事使命已經完結，此後主要從事慈善事業。今天，馬爾他騎士團在聯合國享有永久觀察員的地位（類似國際紅十字會），它的總部設在羅馬馬爾他宮。

## 各分支的演變
宗教革命後，以德意志為首的新教國家的醫院騎士團從騎士團總部獨立出去（比如英國），但仍然保持聖若翰（或譯為聖約翰）騎士團的稱號。英國的聖約翰騎士團在19世紀演變出聖約翰救傷隊，並且擴散到幾乎所有大英國協的國家（包括已經退出大英國協的香港）。可以說，堅持信仰天主教的馬爾他騎士團是醫院騎士團的直系繼承人，而新教國家的各種聖約翰組織則是派生支系。

## 現狀

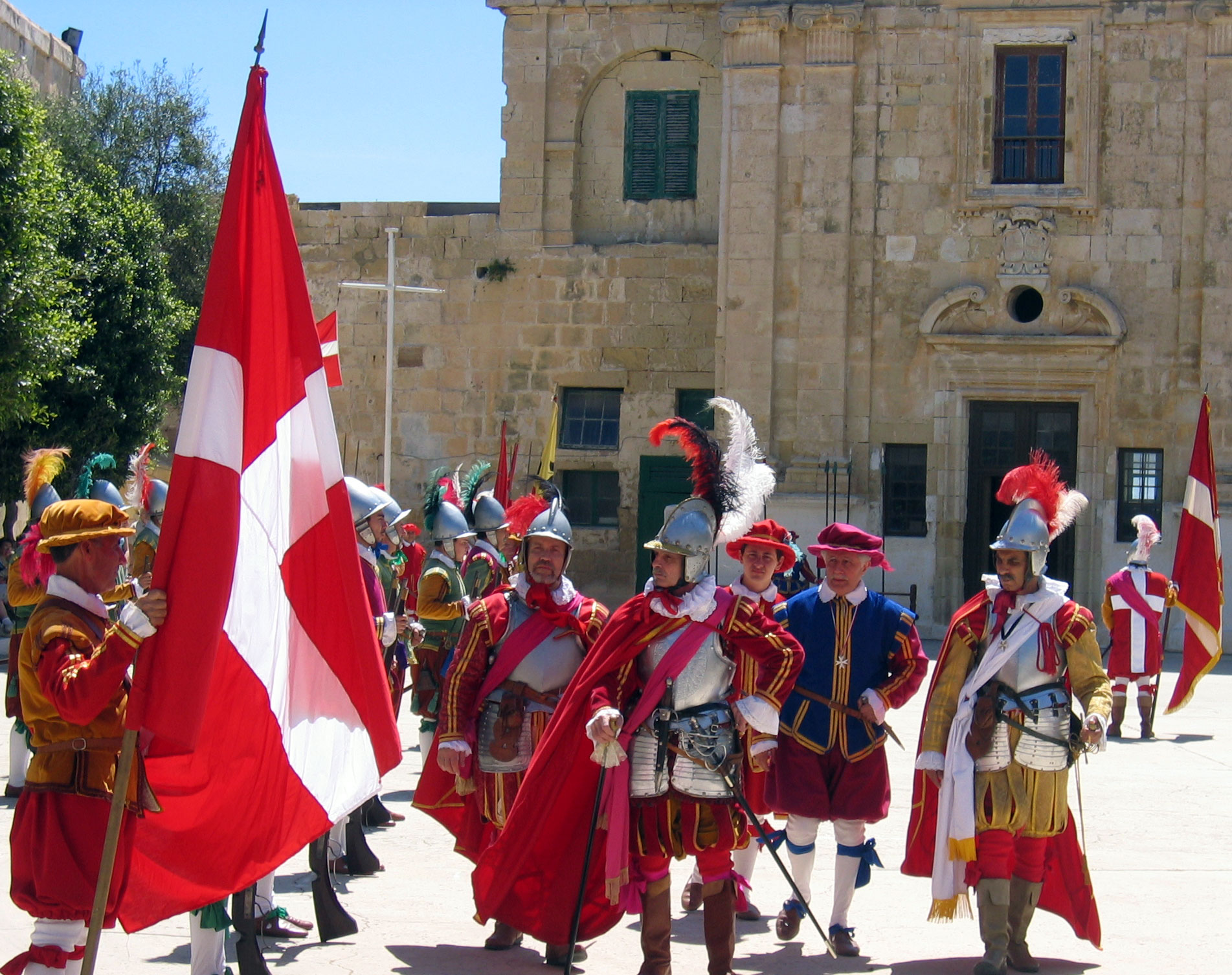
2005年紀念醫院騎士團的古裝遊行

醫院騎士團的口號是“守衛信仰，援助苦難！（Defence of the faith and assistance to the suffering）”。醫院騎士團最初的標志是黑底白色的八角十字（條頓騎士團也使用該十字），到13世紀中期開始則普遍使用紅底白色的八角十字，這種八角十字也因騎士團之名被稱為“馬爾他十字”。

### 引用
1. ↑  Boas, Adrian J. . London New York: Routledge. 2001. ISBN 978-1-134-58272-3.

### 來源
書籍
- 馬千：《醫院騎士團全史》，台海出版社，2016年，ISBN 9787516809280.